# Johan Karl af Pfalz-Birkenfeld-Gelnhausen
Johann Karl af Pfalz-Gelnhausen (født 17. oktober 1638 i Bischweiler i Elsass, død 21. februar 1704 i Gelnhausen i Main-Kinzig, Hessen) var pfalzgreve ved Rhinen, hertug i Baiern, hertug af Pfalz-Zweibrücken-Birkenfeld til Gelnhausen, greve til Veldenz og til Sponheim.

## Familie
Johann Karl af Pfalz-Gelnhausen var søn af pfalzgreve Christian 1. af Pfalz-Birkenfeld-Bischweiler og yngre bror til pfalzgreve Christian 2. af Pfalz-Zweibrücken-Birkenfeld.
Johann Karl af Pfalz-Gelnhausen var først gift med Sophie Amalie af Pfalz-Zweibrücken-Veldenz (1646–1695). De fik datteren Magdalene Juliane (1686–1720), der blev gift med hertug Joachim Frederik af Slesvig-Holsten-Sønderborg-Plön (1668–1722).
Senere blev Johann Karl gift med baronesse Esther-Maria von Witzleben (1665–1725). De fik tre sønner og to døtre. De senere hertuger i Bayern nedstammer fra deres næstældste søn Johann (1698–1780).

## Efterkommere
Flere af Johan Karl af Pfalz-Gelnhausens efterkommere blev titulære hertuger i Bayern eller titulære hertuginder i Bayern.
Tre hertuginder i Bayern blev kejserinder eller dronninger. Det var:
- kejserinde Elisabeth af Østrig-Ungarn (1837–1898), gift med kejser Franz Joseph 1. af Østrig-Ungarn.
- dronnning Marie Sophie af Begge Sicilier (1841–1925), gift med kong Frans 2. af Begge Sicilier.
- dronnning Elisabeth af Belgien (1876-1965), gift med kong Albert 1. af Belgien.

Nogle hertuginder i Bayern blev gift med tronfølgere:
- kronprinsesse Marie Gabriele (1878–1912), gift med Rupprecht, kronprins af Bayern.
- arveprinsesse Sophie af Liechtenstein (født 1967), gift med prinsregent Alois, arveprins af Liechtenstein. Arveprinsesse Sophie er oldedatter af kronprinsesse Marie Gabriele.